# Tom Peckham

Zawodnik Iowa State Cyclones

Roy Thomas „Tom” Peckham (ur. 28 grudnia 1943 w Cresco) – amerykański zapaśnik walczący w stylu wolnym. Olimpijczyk z Meksyku 1968, gdzie zajął czwarte miejsce w kategorii do 87 kg.
Jego brat Jim Peckham również był zapaśnikiem, olimpijczykiem z Melbourne 1956.
Zawodnik Crestwood High School w Cresco i Iowa State University. Trzy razy All-American w NCAA Division I (1964–1966). Pierwszy w 1965 i 1966; piąty w 1964 roku.

## Letnie Igrzyska Olimpijskie 1968
| Konkurencja      | Rundy eliminacyjne     | Rundy eliminacyjne      | Rundy eliminacyjne           | Rundy eliminacyjne   | Rundy eliminacyjne     | Rundy eliminacyjne | Rundy eliminacyjne           | Klas. końcowa |
| Konkurencja      | Przeciwnik I           | Przeciwnik II           | Przeciwnik III               | Przeciwnik IV        | Przeciwnik V           | Przeciwnik VI      | Przeciwnik VII               | Miejsce       |
| ---------------- | ---------------------- | ----------------------- | ---------------------------- | -------------------- | ---------------------- | ------------------ | ---------------------------- | ------------- |
| 87 kg styl wolny | Prodan Gardżew (BUL) Z | Julio Graffigna (ARG) Z | Umberto Marcheggiani (ITA) Z | Shigeru Endō (JPN) Z | Hüseyin Gürsoy (TUR) R | wolny los Z        | Dżigdżidijn Mönchbat (MGL) P | 4.            |